# Казертавекија
Казертавекија (итал. Casertavecchia) је насеље у Италији у округу Казерта, региону Кампанија.
Према процени из 2011. у насељу је живело 240 становника. Насеље се налази на надморској висини од 401 м.